# Antoni Towiański
Antoni Towiański, ros. Антон Иосифович Товянский – Anton Iosifowicz Towianski (ur. 4 lutego 1857 w Kownie, zm. 12 marca 1924 w Warszawie) – generał major piechoty Armii Imperium Rosyjskiego i generał brygady Wojska Polskiego.

## Życiorys
Kształcił się w Kownie. Ukończył Szkołę Junkrów w Czugajewie i Oficerską Szkołę Piechoty w Oranienbaumie k. Petersburga. W 1877 roku podporucznik i oficer zawodowy piechoty rosyjskiej. Po promocji wysłany na front turecki do Bułgarii. Odznaczył się w walkach i awansował. Pułkownik z 1904 roku i dowódca 128. Pułku Piechoty 60. Dywizji Piechoty, w czasie wojny rosyjsko-japońskiej.
W okresie I wojny światowej na stanowiskach dowódczych na froncie niemieckim: dowódca brygady, później dywizji piechoty. 11 listopada 1914 roku został awansowany na generała majora ze starszeństwem z 13 sierpnia 1914 roku. Od 21 sierpnia 1915 roku pozostawał w rezerwie oficerskiej przy Sztabie Mińskiego Okręgu Wojskowego. Od 1916 roku dowódca LXXX Brygady Pospolitego Ruszenia.
14 października 1920 roku przyjęty został do Wojska Polskiego z zatwierdzeniem posiadanego stopnia pułkownika piechoty, zaliczony do Rezerwy armii z jednoczesnym powołaniem do służby czynnej na czas wojny oraz przydzielony służbowo do Powiatowej Komendy Uzupełnień 21 Pułku Piechoty „Dzieci Warszawy”.
Od 17 września 1920 roku pełnił tymczasowo obowiązki komendanta Powiatowej Komendy Uzupełnień 24 Pułku Piechoty w Opatowie. 1 grudnia 1920 roku został oddany do dyspozycja Sekcji Poboru i Uzupełnień Oddziału I Sztabu Ministerstwa Spraw Wojskowych. 19 marca 1921 roku został komendantem Powiatowej Komendy Uzupełnień 21 Pułk Piechoty „Dzieci Warszawy”.
Z dniem 1 października 1921 roku został przeniesiony w stały stan spoczynku, w stopniu generała podporucznika, z prawem noszenia munduru. 26 października 1923 roku Prezydent RP Stanisław Wojciechowski zatwierdził go w stopniu generała brygady. Zmarł 12 marca 1924 w Warszawie.